# Tatul (ort)
Tatul (bulgariska: Татул) är en ort i Bulgarien.   Den ligger i kommunen Obsjtina Momtjilgrad och regionen Kărdzjali, i den södra delen av landet, 220 km sydost om huvudstaden Sofia. Tatul ligger 442 meter över havet och antalet invånare är 157.